# Ty Sabin
Tyler "Ty" Sabin, (New Berlin, Wisconsin, 15 de octubre de 1994) es un jugador de baloncesto estadounidense. Con 1.91 metros de estatura, puede jugar en las posiciones de base y escolta en las filas del Obras Basket de la Liga Nacional de Básquet de Argentina.

## Trayectoria
Sabin destacó por su capacidad anotadora durante toda su carrera universitaria. En sus cuatro años en las filas de los Hawks de la Universidad de Ripon con los que compitió en la Division III de la NCAA, anotó una media de 26.1 puntos con 283 triples de 608 intentados, lo que supone un 46% de acierto desde más allá de la línea de tres puntos. Fue galardonado como Jugador del Año de la conferencia Midwest en 2015 y 2016.
En la temporada 2017-18 disputó la liga danesa en las filas del Horsholm 79ers. En su primera experiencia profesional promedió 26 minutos de juego, 17 puntos, tres rebotes y dos asistencias por partido, con unos porcentajes del 42% en tiros de tres puntos.
En junio de 2018, ficha por el Leyma Natura Basquet Coruña, equipo de la liga LEB Oro. En la temporada 2018/19 promedió 9 puntos, 1.3 asistencias y 1.5 rebotes por encuentro. 
El 27 de junio de 2019 firma contrato por el club de la Basketligan sueca, el Wetterbygden Stars. Juega 33 partidos de la campaña 2019/20, con unos porcentajes de 22.2 puntos, 3.8 asistencias, 3.4 rebotes y una valoración de 18.6 por partido. 
El 19 de septiembre de 2020 ficha por el KR Reykjavík de la Domino's deildin, la máxima categoría del baloncesto islandés. Completó la temporada 2020/21 con promedios de 25.5 puntos, 4.2 asistencias y 4.1 rebotes, además de acreditar un 42% de acierto en tiros de 3 puntos.
El 11 de agosto de 2021, firma por el Cestistica San Severo de la liga Serie A2 de Italia. En la temporada 2021/22 registró medias de 21.6 puntos (máximo anotador de la competición), 2.9 asistencias, 2.6 rebotes y un 40% en triples.
El 14 de agosto de 2023, firma con el Benedetto XIV Cento de la Serie A2 de Italia.
El 15 de agosto de 2025 se unió al Obras Basket de la Liga Nacional de Básquet de Argentina.